# Spelartrupper under sjumannarugby vid panamerikanska spelen 2011
Denna artikel listar Spelartrupper under sjumannarugby vid panamerikanska spelen 2011 som anordnades i Guadalajara, Mexiko, 29–30 oktober 2011.
Totalt deltog 96 tävlande från 8 nationer.

## Spelartrupper
| Namn                   | Ålder      |
| ---------------------- | ---------- |
| Gabriel Ascarate       |            |
| Santiago Bottini       |            |
| Nicolas A. Bruzzone    |            |
| Francisco Cuneo        |            |
| T. G. Manuel Gutierrez |            |
| Joaquin Luccheti       | 06/05/1989 |
| Fco Jose Merello       |            |
| Manuel Montero         |            |
| Ramiro Moyano Joya     |            |
| Hernan Olivari         | 01/12/1984 |
| Javier Ortega Desio    |            |
| Diego Palma            |            |

| Namn              | Ålder      |
| ----------------- | ---------- |
| Erick Cogliandro  | 10/04/1983 |
| Joao Luiz Da Ros  | 07/10/1982 |
| Rafael Dawailibi  |            |
| Lucas Duque       |            |
| Moisés Duque      |            |
| Daniel Gregg      |            |
| Diego Lopes       |            |
| Henrique Pinto    | 04/03/1982 |
| Fernando Portugal | 07/04/1981 |
| Diogo Santos      |            |
| Felipe Silva      |            |
| Jefferson Silva   |            |

| Namn                 | Ålder      |
| -------------------- | ---------- |
| José Iñaki Barturen  | 04/11/1987 |
| Oliver Andres Bassa  |            |
| Felipe Brangier      | 11/05/1988 |
| Aldo Vicente Cornejo |            |
| German J. H. Herrera |            |
| Fco. Ignacio Hurtado | 06/11/1985 |
| Tomas Ianiszeswcki   |            |
| Fco. Javier Metuaze  |            |
| Juan Pablo Metuaze   |            |
| B. Antonio Omegna    |            |
| Alfonso Rioja        |            |
| Ignacio Andres Silva |            |

| Namn                       | Ålder      |
| -------------------------- | ---------- |
| Vallon Adams               |            |
| Claudius Butts             |            |
| Rupert Giles               | 12/02/1990 |
| Ryan Gonsalves             | 05/11/1984 |
| Leon Greaves               | 02/08/1981 |
| Dominic Lespiree           |            |
| Ronald Mayers              |            |
| Kevin Mckenzie             |            |
| Dwayne Schroeder           |            |
| Richard Staglon 01/05/1985 |            |
| Breon Walks                |            |
| George Walter 11/01/1974   |            |

| Namn                  | Ålder      |
| --------------------- | ---------- |
| Tyler J. Ardron       |            |
| Nanyak Dala           |            |
| Sean Duke 05/07/1988  |            |
| Matthew Charles Evans | 01/01/1984 |
| Ciaran Patrick Hearn  |            |
| Nathan S. Hirayama    |            |
| Philip P. Robert Mack |            |
| John Moonlight        | 07/02/1987 |
| Taylor Flavio Paris   | 10/06/1992 |
| Mike Scholz           | 08/06/1988 |
| Conor Trainor         | 12/05/1989 |
| Sean Thomas White     |            |

| Namn                  | Ålder      |
| --------------------- | ---------- |
| J. Pablo Andrade      | 08/10/1983 |
| J. Sebastian Bermudez |            |
| Miguel Carner         | 09/06/1990 |
| Alejandro Chavez      |            |
| C. Guillermo Henning  |            |
| L. Fernando Herrejon  | 03/02/1991 |
| C. Enrique Jimenez    |            |
| Santiago Leboreiro    |            |
| Pascal Alfonso Nadaud |            |
| Oscar Ivan O Farrill  |            |
| Rodrigo Ramos         |            |
| Mauricio Rios         | 08/08/1977 |

| Namn                 | Ålder      |
| -------------------- | ---------- |
| G. José Albanell     | 06/01/1989 |
| Santiago Arocena     |            |
| Felipe Berchesi      | 04/12/1991 |
| Sebastian Cuello     |            |
| R. Ezequiel Espiga   | 04/10/1988 |
| Federico Favaro      |            |
| Juan Martin Llovet   |            |
| Manuel Martinez      | 12/10/1984 |
| Rodrigo Martinez     |            |
| Agustín L. Ormaechea | 03/08/1991 |
| Alejo Parra          | 01/10/1985 |
| Alberto Roman        | 06/01/1987 |

| Namn                   | Ålder      |
| ---------------------- | ---------- |
| Mark Bokhoven          |            |
| Colin Chandler Hawley  | 04/10/1987 |
| Rocco Mauer            |            |
| Folau Moeloa Niua      |            |
| Milemoti Pulu          | 02/09/1988 |
| N. Bernard Punimata    |            |
| Blaine Hansen Scully   |            |
| Jordan Suniula R. P.   |            |
| Nigel Suniula S. P.    | 06/05/1988 |
| Zachary Test           |            |
| Peter Dominick Tiberio |            |
| Kisi Keomaka Unufe     |            |